# Кобулетський муніципалітет
Кобуле́тський муніципаліте́т (груз. ქობულეთის მუნიციპალიტეტი) — муніципалітет у складі автономної республіки Аджарія, Грузія. Адміністративний центр — місто Кобулеті.
| Грузія | Це незавершена стаття з географії Грузії. Ви можете допомогти проєкту, виправивши або дописавши її. |